# St. Elisabeth (Elisabethfehn)

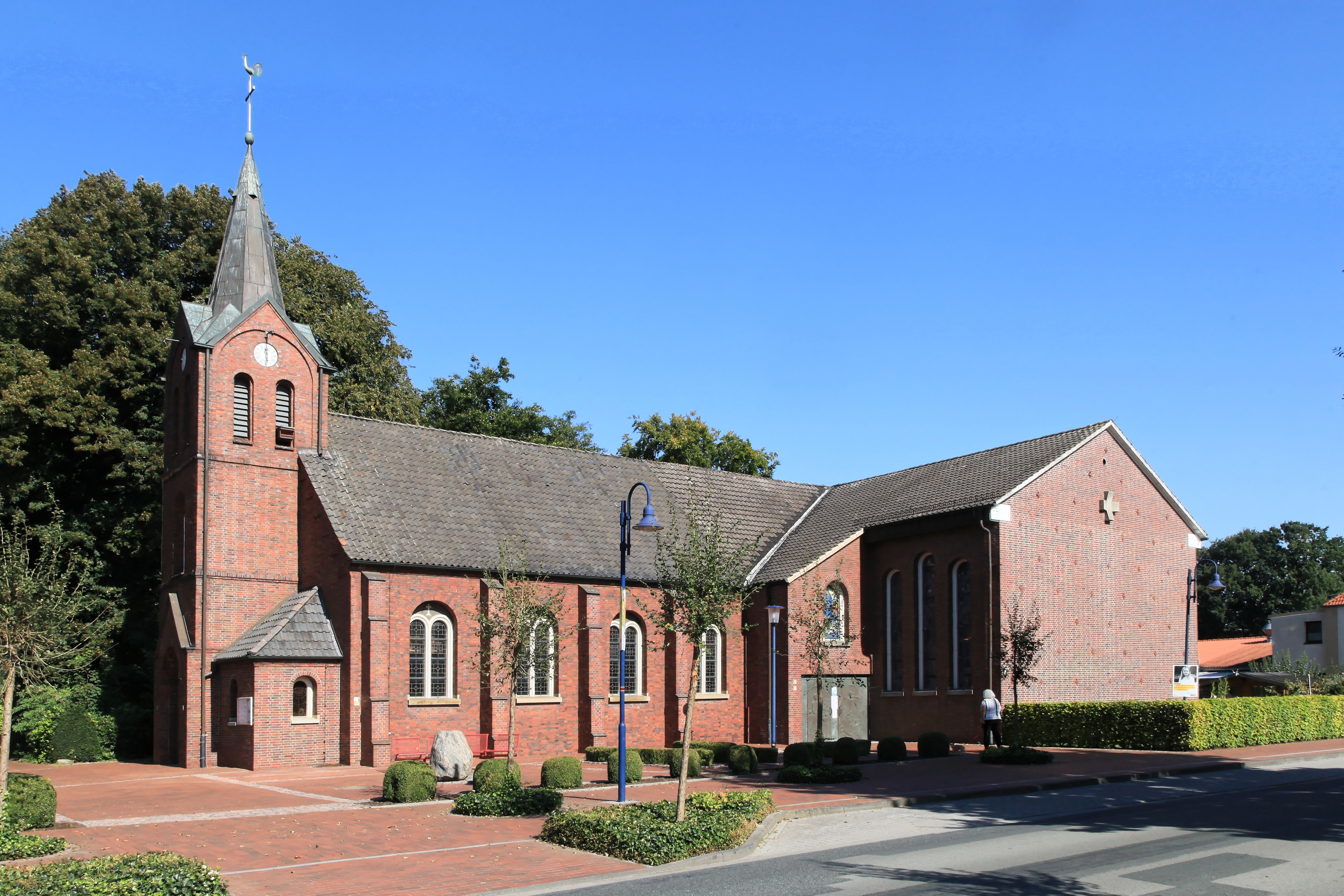
Kath. Kirche St. Elisabeth in Elisabethfehn

St. Elisabeth in der Ortschaft Elisabethfehn, einem Ortsteil von Barßel im niedersächsischen Landkreis Cloppenburg, ist eine römisch-katholische Filialkirche der Pfarrei St. Cosmas und Damian (Barßel). Sie steht unter dem Patrozinium der heiligen Elisabeth von Thüringen und gehört zum Dekanat Friesoythe im Bistum Münster. Das Gotteshaus ist ein neuromanischer Backsteinbau mit Turm und bietet 250 Gläubigen Platz.

## Geschichte
In den Jahren 1855 bis 1893 wurde der Hunte-Ems-Kanal im nordwestlichen Niedersachsen gebaut. Die Teilstrecke von Kampe, einem Ortsteil von Friesoythe, bis zur Sater-Ems ist der heutige Elisabethfehnkanal, für den der Staat 1862 die ersten Kolonate zur Urbarmachung des Ostermoors vergab. Auf Veranlassung des oldenburgischen Großherzogs Nikolaus Friedrich Peter bekam die Siedlung 1880 den Namen „Elisabethfehn“.
Für die wenigen in der Diaspora lebenden Katholiken in Elisabethfehn wurde 1920/21 eine kleine Kirche gebaut und 1922 der erste Kaplan ernannt. Aus dem Seelsorgebezirk entstand 1923 die Kapellengemeinde St. Elisabeth. Der Architekt Gerd Rohling (Cloppenburg) erweiterte 1960/61 das Gotteshaus stark. Die Konsekration erfolgte durch Weihbischof Max Georg Freiherr von Twickel. Zur den mehrfach erweiterten Gebäuden der Gemeinde gehören das Pfarrhaus sowie das Papst-Johannes-Haus mit dem Pfarrheim und dem Kindergarten „Die Arche“.
Nach der Abpfarrung von der Mutterkirche Barßel am 1. August 1978 wurde St. Elisabeth eine eigenständige Pfarrei. Durch Fusion entstand aus den Pfarreien Barßel, Elisabethfehn und Harkebrügge am 26. November 2006 die neue Kirchengemeinde St. Ansgar in Barßel. Am 1. Januar 2024 schlossen sich die katholischen Gemeinden in Barßel, Bösel, Friesoythe, Garrel, Saterland und Westerstede zusammen zum Katholischen Kirchenverband „Pastoraler Raum Friesoythe“ mit Sitz in Friesoythe.

## Glocken
Im Turm von St. Elisabeth hängen die folgenden zwei Bronzeglocken, die in Hemelingen gegossen wurden:
- Glocke 1: Schlagton: d2; Ø 82 cm; Glockengießerei Otto; Gussjahr: 1952
- Glocke 2: Schlagton: e2; Ø 61 cm; Glockengießerei Otto; Gussjahr: 1952[4]

## Orgel
Die einfache Kirchenorgel (I+P/6) von Anton Feith (Paderborn) aus dem Jahr 1938 wurde 1972 umgebaut. Durch Siegfried Sauer (Höxter) erfolgte 1986 der Neubau einer Orgel (II+P/17) unter Verwendung von Elementen des Vorgängerinstruments. Die von Emanuel Kemper (Lübeck) 1954 für die evangelische Kirche in Hilchenbach-Dahlbruch geschaffene Orgel (II+P/20) wurde 2018 von Willehard Schomberg (Friesoythe) in St. Elisabeth eingebaut.
Das Schleifladen-Instrument von 1954 hat 20 Register und besitzt ein Hauptwerk (C - g3), ein Rückpositiv (C - g3) und ein Pedal (C - f1). Die Spieltraktur und die  Registertraktur sind mechanisch.